# Cardigassa vera
La cardigassa vera, també anomenada cardigassa (encara que aquest nom també s'aplica a altres espècies del gènere Cirsium), és una planta amb flor de la família asteràcia. El seu nom científic és Cirsium eriophorum. És endèmica d'Europa, i se'n troben exemplars als Països Catalans.

## Descripció

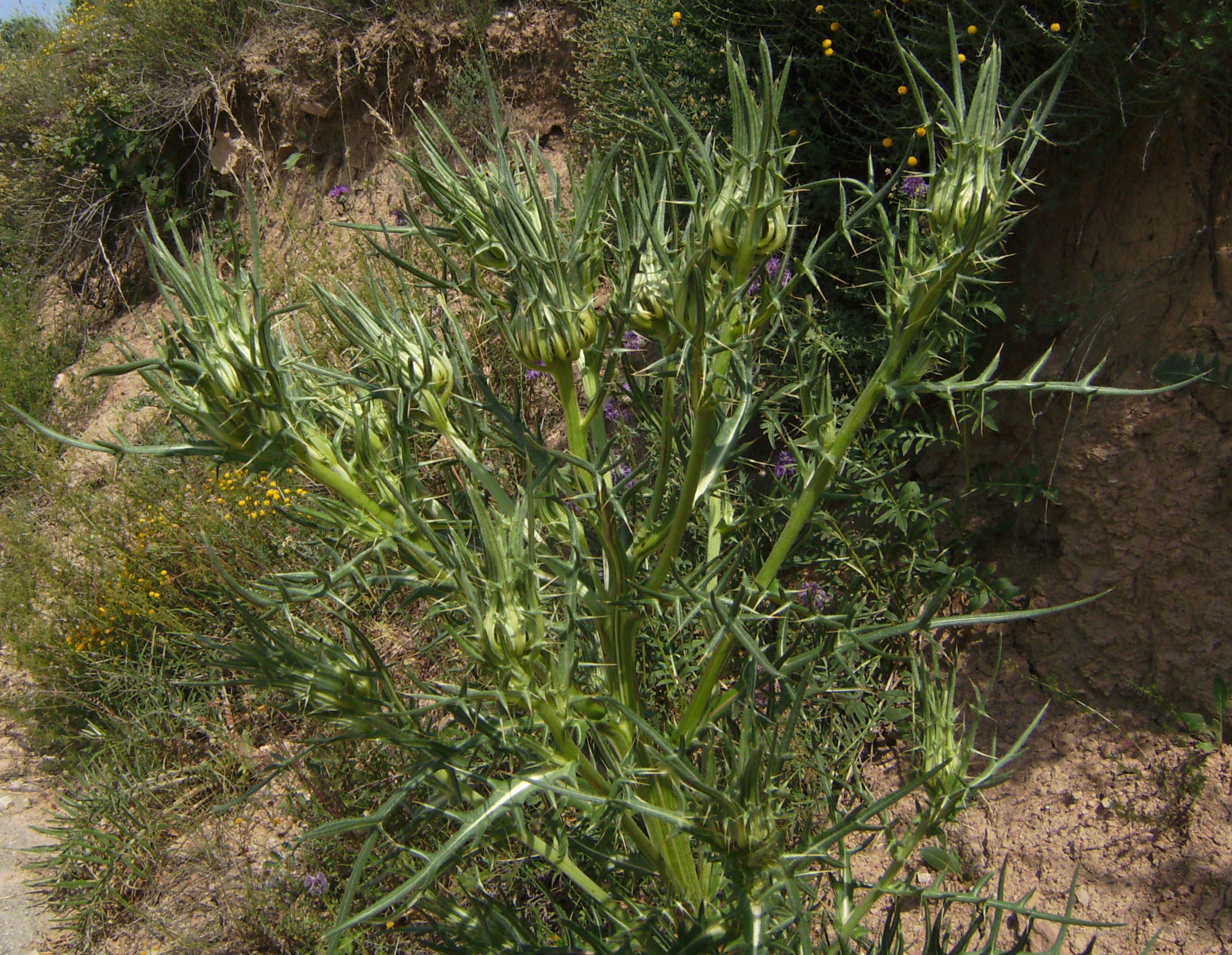
Cardigassa vera abans de florir a Castelltallat

És una planta biennal que fa entre 50 i 150 cm d'alçada. És de fulles lobades amb marges espinosos i ciliats, hirsutes de color verd en l'anvers i tomentoses i blanques en el revers. Les flors purpurines, hermafrodites, són tubul·lars terminals en tija erecta i inflorescències en capítols simples (d'uns 3 a 7 centímetres) o arraïmades. Es fa en terres argilosos i llimosos, a prop de cases i corrals, i a vorals de camins i ribes, especialment muntanyosos.

## Subespècies
(A causa de l'elevat grau de  polimorfisme de l'espècie, al llarg dels temps els botànics han identificat diverses variants respecte de l'espècie principal, tot i que algunes d'aquestes atribucions han estat discutides per altres especialistes)
- Cirsium eriophorum (L.) Scop. subsp. britannicum Petr. (1912) (sinònim = C.eriophorum (L.) Scop.)
- Cirsium eriophorum (L.) Scop. subsp. chatenieri (Legrand) P.Fourn. (1940) (sinònim = C.eriophorum)
- Cirsium eriophorum (L.) Scop. subsp. decussatum (Janka) Petr. (sinònim = C.decussatum Janka)
- Cirsium eriophorum (L.) Scop. subsp. dinaricum (Vandas) Petr. (1912) (sinònim = C.eriophorum)
- Cirsium eriophorum (L.) Scop. subsp. eriophorum
- Cirsium eriophorum (L.) Scop. subsp. eriophorum var. spurium DC. (sinònim = C.tenoreanum Petr.)
- Cirsium eriophorum (L.) Scop. subsp. morisianum (Rchb. f.) Briq. i Cavill. in Burnat (1931) (sinònim = C.morisianum)
- Cirsium eriophorum (L.) Scop. subsp. odontolepis (Boiss. ex DC.) Cadevall (sinònim = C.odontolepis Boiss. ex DC.)
- Cirsium eriophorum (L.) Scop. subsp. oviforme (Gand.) P. Fourn. (1928) (sinònim = C. eriophorum)
- Cirsium eriophorum (L.) Scop. subsp. richteranum (Gillot) Nyman (1889) (sinònim = C.richteranum Gillot)
- Cirsium eriophorum (L.) Scop. subsp. spathulatum (Moretti) Ces. in Cattaneo (1844) (sinònim = C.eriophorum var. platryonychium)
- Cirsium eriophorum (L.) Scop. subsp. spathulatum (Moretti) Petr.
- Cirsium eriophorum (L.) Scop. subsp. spathulatum (Moretti) Nyman (sinònim = C.spathulatum ((Moretti) Gaudin)
- Cirsium eriophorum (L.) Scop. subsp. velenovskyi (Vandas) Petr. (1912) (sinònim = C.eriophorum)
- Cirsium eriophorum (L.) Scop. var. corbariense (Sennen) Rouy (1904) (sinònim = C.richterianum)
- Cirsium eriophorum (L.) Scop. var. eriophorum
- Cirsium eriophorum (L.) Scop. var. oviforme (Gandoger) P. Fourn. (1940)
- Cirsium eriophorum (L.) Scop. var. morisianum (Rchb. f.) Fiori in Fiori & Paol. (1904) (sinònim = C.morisianum)
- Cirsium eriophorum (L.) Scop. var. oxyonychinum Wallr. (1822) (sinònim = C.eriophorum)
- Cirsium eriophorum (L.) Scop. var. platyonychinum Wallr. (1822)
- Cirsium eriophorum (L.) Scop. var. spathulatum P. Fourn. (1928) (sinònim = C.eriophorum var. platyonychium)
- Cirsium eriophorum (L.) Scop. var. richterianum (Gillot) Rouy (1904) (sinònim = C.richterianum)